# Dromiinae
Dromiinae vormen een onderfamilie van krabben (Brachyura) uit de familie Dromiidae.

## Geslachten
De Dromiinae omvat de volgende geslachten:
- Alainodromia McLay, 1998
- Ascidiophilus Richters, 1880
- Austrodromidia McLay, 1993
- Barnardromia McLay, 1993
- Conchoecetes Stimpson, 1858
- Cryptodromia Stimpson, 1858
- Cryptodromiopsis Borradaile, 1903
- Desmodromia McLay, 2001
- Dromia Weber, 1795
- Dromidia Stimpson, 1858
- Dromidiopsis Borradaile, 1900
- Epigodromia McLay, 1993
- Epipedodromia André, 1932
- Eudromidia Barnard, 1947
- Exodromidia Stebbing, 1905
- Foredromia McLay, 2002
- Fultodromia McLay, 1993
- Haledromia McLay, 1993
- Hemisphaerodromia Barnard, 1954
- Homalodromia Miers, 1884
- Lamarckdromia Guinot & Tavares, 2003
- Lauridromia McLay, 1993
- Lewindromia Guinot & Tavares, 2003
- Mclaydromia Guinot & Tavares, 2003
- Metadromia McLay, 2009
- Moreiradromia Guinot & Tavares, 2003
- Paradromia Balss, 1921
- Petalomera Stimpson, 1858
- Platydromia Brocchi, 1877
- Pseudodromia Stimpson, 1858
- Speodromia Barnard, 1947
- Stebbingdromia Guinot & Tavares, 2003
- Sternodromia Forest, 1974
- Stimdromia McLay, 1993
- Takedromia McLay, 1993
- Tumidodromia McLay, 2009
- Tunedromia McLay, 1993

### Uitgestorven
- † Ameridromia Blow & Manning, 1996
- † Dromilites H. Milne Edwards, 1837
- † Kerepesia Müller, 1976
- † Kromtitis Müller, 1984
- † Lucanthonisia Van Bakel, Artal, Fraaije & Jagt, 2009